# Второй дивизион чемпионата мира по хоккею с шайбой среди юниорских команд 2020
Чемпионат мира по хоккею с шайбой среди юниорских команд 2020 года во II-м дивизионе — спортивное соревнование по хоккею с шайбой под эгидой ИИХФ, которое планировалось провести в группе А с 21 по 28 марта в эстонской столице Таллин и в группе В, в те же сроки, в столице Болгарии Софии.
- Международная федерация хоккея (IIHF) из-за распространения коронавирусной инфекции COVID-19 отменила чемпионат мира во втором дивизионе.

## Регламент
- По итогам турнира в группе А: команда, занявшая первое место, получит право играть в группе B первого дивизиона чемпионата мира 2021 года, а команда, занявшая последнее место, перейдёт в группу B второго дивизиона чемпионата мира 2021 года.
- По итогам турнира в группе B: команда, занявшая первое место, получит право играть в группе А второго дивизиона чемпионата мира 2021 года, а команда, занявшая последнее место, перейдёт в группу А третьего дивизиона чемпионата мира 2021 года.

## Участвующие команды
В чемпионате принимают участие 12 национальных команд. Сборная Болгарии пришла из третьего дивизиона, сборная Великобритании пришла из первого дивизиона, остальные — с прошлого турнира второго дивизиона.

### Группа А
| Сборная          | Квалификация                                                                 |
| ---------------- | ---------------------------------------------------------------------------- |
| Великобритания   | Заняла 6-е место в группе B первого дивизиона и вылетела оттуда в 2019 году  |
| Литва            | Заняла 2-е место в группе A второго дивизиона в прошлом году                 |
| Эстония          | Хозяева, заняла 3-е место в группе A второго дивизиона в прошлом году        |
| Румыния          | Заняла 4-е место в группе A второго дивизиона в прошлом году                 |
| Республика Корея | Заняла 5-е место в группе A второго дивизиона в прошлом году                 |
| Сербия           | Заняла 1-е место в группе B второго дивизиона и поднялась оттуда в 2019 году |

### Группа В
| Сборная    | Квалификация                                                                 |
| ---------- | ---------------------------------------------------------------------------- |
| Испания    | Заняла 6-е место в группе A второго дивизиона и вылетела оттуда в 2019 году  |
| Китай      | Заняла 2-е место в группе B второго дивизиона в прошлом году                 |
| Нидерланды | Заняла 3-е место в группе B второго дивизиона в прошлом году                 |
| Хорватия   | Заняла 4-е место в группе B второго дивизиона в прошлом году                 |
| Австралия  | Заняла 5-е место в группе B второго дивизиона в прошлом году                 |
| Болгария   | Хозяева, заняла 1-е место в третьем дивизионе и поднялась оттуда в 2019 году |